# 411
| [ Edytuj tabelę ] |                              |
| Cesarz Bizancjum  | - 408 Teodozjusz II 450      |
| Władca Guptów     | - 375 Ćandragupta II 414     |
| Chan Hunów        | - 390 Uldin 411              |
| Władca Korei      | - 391 Kwanggaet’o Wielki 413 |
| Papież            | - 401 Innocenty I 417        |
| Król Persji       | - 399 Jezdegerd I 420        |
| Cesarz Rzymu      | - 395 Flawiusz Honoriusz 423 |
| Król Wandalów     | - 406 Gunderyk 428           |
| Król Wizygotów    | - 410 Ataulf 415             |

Rok 411 / CDXI
stulecia: IV wiek ~
V wiek ~
VI wiek

lata: 401 «
406 «
407 «
408 «
409 «
410 «
411
» 412
» 413
» 414
» 415
» 416
» 421

## Wydarzenia
- Po złupieniu Rzymu (410) Wizygoci ruszyli do Galii.

## Zmarli
- Rufin z Akwilei, teolog, historyk Kościoła, tłumacz dzieł chrześcijańskich z greki na łacinę (ur. około 345)